# Carl Fagerlund

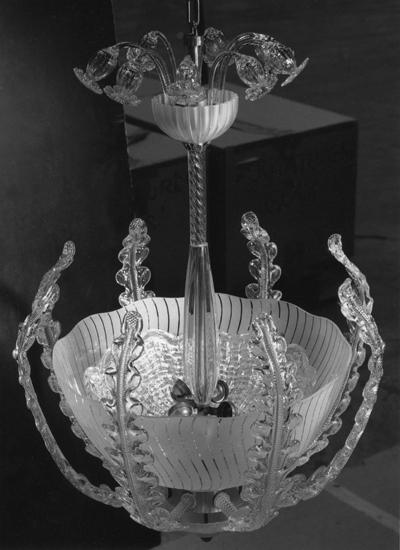
Takarmatur i 22 delar, formgiven av Carl Fagerlund för Orrefors glasbruk ca 1946-50

Carl Gustaf Vilhelm Fagerlund, född 25 november 1915 i Kalmar, död 2011 i Orrefors, var belysningsarkitekt och designer vid Orrefors glasbruk.

## Biografi
Efter skolstudier i födelsestaden Kalmar avlade Fagerlund teckningslärarexamen vid Högre konstindustriella skolan i Stockholm 1943. Han var därefter verksam som teckningslärare vid Solbacka läroverk 1943-1944. Han anställdes som belysningsarkitekt vid ASEA i Stockholm 1944 och tillträdde motsvarande befattning vid Orrefors glasbruk 1946.
Utöver en mängd olika modeller av tak- och bordsarmaturer designade för hemmabruk utförde Fagerlund bland annat arbeten i följande offentliga byggnader: Prins Eugens Waldemarsudde, Frederiksbergs rådhus, Hotel D’Angleterre och hotell Mercur i Köpenhamn, Kiruna gamla stadshus, svenska ambassaden i Tokyo, Möllevångens kyrka i Malmö, General motors huvudkontor i USA samt Gävle krematorium. Fagerlund hade även utställningar i London, Paris, Berlin, Milano, Köpenhamn, Stockholm, Göteborg, Lund och Kalmar.
Carl Fagerlund var medlem av Svenska Frimurare Orden och erhöll  silvermedalj vid den 11:e triennalen  i Milano 1957.
Carl Fagerlunds föräldrar var länsassessor Carl Fagerlund (1878-1959) och dennes hustru i första äktenskapet Ellen Harberg (1879-1966). Carl Fagerlund var sonson till landshövdingen i Kalmar län Adolph Fagerlund. Han var gift första gången 1944 med Ingrid Collenberg med vilken han hade två barn, han var gift andra gången 1961 med Anna-Lisa Dahl.